# Rue de l'Amiral-La-Roncière-Le-Noury
Pour les articles homonymes, voir Noury.
La rue de l'Amiral-La-Roncière-Le-Noury est une voie située dans le quartier de Bel-Air du 12e arrondissement de Paris.

## Situation et accès
La rue de l'Amiral-La-Roncière-Le-Noury est accessible à proximité par la ligne de métro 8 à la station Porte Dorée et par la ligne 3a du tramway à l'arrêt Porte Dorée.

## Origine du nom
Cette voie tient son nom de l'amiral français Camille Clément de La Roncière-Le Noury (1813-1881), en raison de la défense par ce dernier des forts entourant Paris (dont l'enceinte de Thiers) durant le siège de Paris lors de la guerre franco-prussienne de 1870.

## Historique
Cette voie est ouverte en 1934 sur l'emplacement de l'ancien bastion no 6 de l'enceinte de Thiers près de la porte Dorée et prend immédiatement son nom actuel.